# سانتوس اوردینوران
سانتوس "واسکیتو" اوردینوران (انگلیسی: Santos "Vasquito" Urdinarán؛ ۳۰ مارس ۱۹۰۰ – ۱۴ ژوئیه ۱۹۷۹) یک بازیکن فوتبال اهل اروگوئه بود.
وی همچنین در تیم ملی فوتبال اروگوئه بازی کرده‌است.